# (16725) Toudono
(16725) Toudono est un astéroïde de la ceinture principale.

## Description
(16725) Toudono est un astéroïde de la ceinture principale. Il fut découvert le 15 février 1996 à Nanyo par Tomimaru Okuni. Il présente une orbite caractérisée par un demi-grand axe de 2,67 UA, une excentricité de 0,05 et une inclinaison de 21,9° par rapport à l'écliptique.

## Compléments